# Pungsan (métro de Séoul)
Pungsan (hangeul : 풍산 ; hanja : 楓山) est une station station de correspondance, entre la ligne Gyeongui-Jungang et la ligne Seohae du métro de Séoul. Elle est située, au 486 Gyeongui-ro, dans l'arrondissement d'Ilsandong-gu de la ville de Goyang, incluse dans la province de Gyeonggi, au nord-ouest de Séoul, en Corée du Sud.
Ouverte en 2009, elle devient une station de correspondance en 2023. Elle est desservie, alternativement sur les mêmes voies, par les rames de la ligne Gyeongui-Jungang et celle de la ligne Seohae.

## Situation sur le réseau

Plan du réseau du métro de Séoul (2023)

La station en surface Pungsan est une station de correspondance entre la ligne Gyeongui-Jungang et la ligne Seohae du métro de Séoul qui utilisent les mêmes voies sur cette section :
sur la ligne Gyeongui-Jungang elle est située entre la station Ilsan, en direction du terminus nord Munsan, et la station Baengma, en direction du terminus est Jipyeong ;
sur la ligne Seohae, elle est située entre la station Ilsan, terminus nord, et la station Baengma, en direction du terminus sud Wonsi,
en direction du terminus sud Wonsi.

## Histoire
La station Pungsan est mise en service, en tant que station du métro, le 1er juillet 2009
, sur la ligne Gyeongui, électrifiée à double voie. Elle devient une station de la ligne Gyeongui-Jungang lors de sa création en 2014.
Elle est aménagée en station de correspondance, pour la mise en service le 26 août 2023 de l'exploitation du prolongement sur des voies existante de la ligne Seohae, entre Daegok et Ilsan.

## Services aux voyageurs

### Accès et accueil
Station en surface, elle est située 486 Gyeongui-ro, Ilsandong-gu, ou elle dispose d'un bâtiment de un étage en surplomb des deux voies, avec deux accès, disposés à l'est et à l'ouest des voies.

### Desserte
Pungsan dispose de deux quais équipés de portes palières. Le quai 1 accueil alternativement : les rames omnibus de la ligne ligne Gyeongui-Jungang, en direction de Jipyeong ; ou les rames omnibus de la ligne Seohae en direction de Wonsi. Le quai 2 accueil alternativement : les rames omnibus de la ligne ligne Gyeongui-Jungang, en direction de Munsan ; ou les rames omnibus de la ligne Seohae en direction de Ilsan.

### Intermodalité
Des arrêts de bus sont situés à proximité.